# Tiszasüly, Jász-Nagykun-Szolnok
Tiszasüly  este un sat în districtul Szolnok, județul Jász-Nagykun-Szolnok, Ungaria, având o populație de 1.554 de locuitori (2011). 

## Demografie
Componența etnică a satului Tiszasüly
     Maghiari (91,75%)
     Romi (6,32%)
     Bulgari (1,93%)
Componența confesională a satului Tiszasüly
     Fără religie (35,39%)
     Romano-catolici (34,49%)
     Reformați (3,99%)
     Necunoscută (24,84%)
     Alte religii (1,74%)
Conform recensământului din 2011, satul Tiszasüly avea 1.554 de locuitori. Din punct de vedere etnic, majoritatea locuitorilor (91,75%) erau maghiari, existând și minorități de romi (6,32%) și bulgari (1,93%). Nu există o religie majoritară, locuitorii fiind persoane fără religie (35,39%), romano-catolici (34,49%) și reformați (3,99%). Pentru 24,84% din locuitori nu este cunoscută apartenența confesională.